# 伊薩克斯 (澳大利亞國會選區)
伊薩克斯選區（英語：Division of Isaacs），是澳大利亞維多利亞州的下議院選區，位於州府墨爾本東南郊。面積171平方公里。
選區始於1969年，因第九任聯邦總督伊薩克·伊薩克斯得名。目前是工黨的邊緣選區。2007年以來的當區議員是馬克·德雷福斯。

## 另見
- 澳大利亞聯邦下議院選舉分區